# Chiesa di San Biagio (Torrile)
La chiesa di San Biagio è un luogo di culto cattolico dalle forme neoclassiche situato in strada provinciale di Golese a Torrile, in provincia e diocesi di Parma; è sede di una parrocchia compresa nella zona pastorale della Bassa.

## Storia
Il luogo di culto originario fu edificato in epoca medievale; la prima citazione di una chiesa dedicata a san Biagio a Torrile è da ricercarsi in una bolla del 1187 di papa Gregorio VII, nella quale il pontefice confermò il giurispatronato sull'Ecclesiam S. Blasii de Turrile alle benedettine del monastero di San Paolo di Parma.
Nel 1230 la Capelle de Turile fu citata nel Capitulum seu Rotulus Decimarum della diocesi di Parma tra le dipendenze della pieve di Colorno.
Nell'Estimo diocesano del 1354 fu attestata la diretta giurisdizione sul tempio da parte del vescovo di Parma, mentre da un ulteriore documento del 1520 la chiesa risultò nuovamente dipendere dal monastero di San Paolo.
Nel 1741 il luogo di culto fu elevato a sede di priorato.
Agli inizi del XIX secolo fu decisa la ricostruzione della piccola chiesa medievale, che, ormai inadeguata, fu demolita nel 1822, conservando dell'antico edificio soltanto il campanile. La prima pietra della nuova parrocchiale neoclassica, progettata dall'architetto Pietro Cugini, fu posta il 4 agosto dello stesso anno, mentre l'edificio fu completato nel 1839. Nel 1877 furono eseguite le decorazioni interne, mentre la facciata fu eretta soltanto nel 1903. La solenne cerimonia di consacrazione si svolse il 4 agosto 1922, esattamente cento anni dopo la posa della prima pietra.
Nel 1964 l'edificio fu interessato da opere di restauro, che riguardarono gli esterni.

## Descrizione

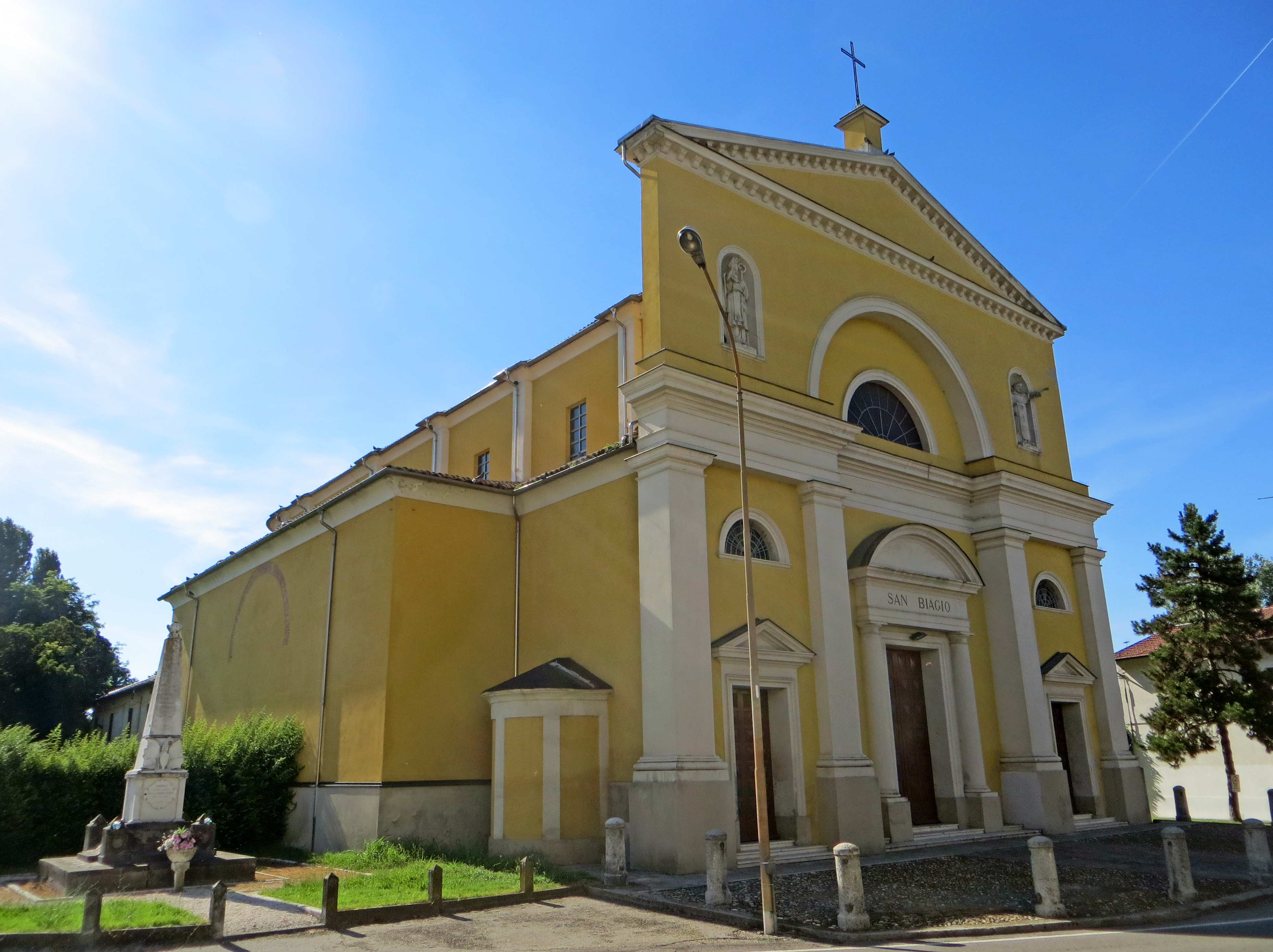
Facciata e lato sud

La chiesa si sviluppa su un impianto a tre navate affiancate da due cappelle per lato, con ingresso a est e presbiterio absidato a ovest.
La simmetrica facciata a capanna, interamente intonacata come il resto dell'edificio, è scandita orizzontalmente in due parti da un cornicione in rilievo. Inferiormente lo spazio è suddiviso verticalmente in tre porzioni, di cui le laterali lievemente aggettanti, da quattro paraste doriche, elevate su alti basamenti; al centro è collocato l'ampio portale d'ingresso principale, delimitato da due semicolonne doriche a sostegno di un frontone curvilineo; ai lati si aprono i due portali d'accesso secondari, inquadrati da cornici e da frontoni triangolari e sormontati da due finestre a lunetta. Superiormente è posto nel mezzo un finestrone a lunetta, all'interno di un'ampia arcata a tutto sesto; ai lati si aprono due ampie nicchie contenenti le statue in cemento di San Biagio e San Domenico. A coronamento si staglia un grande frontone con cornice dentellata in rilievo.

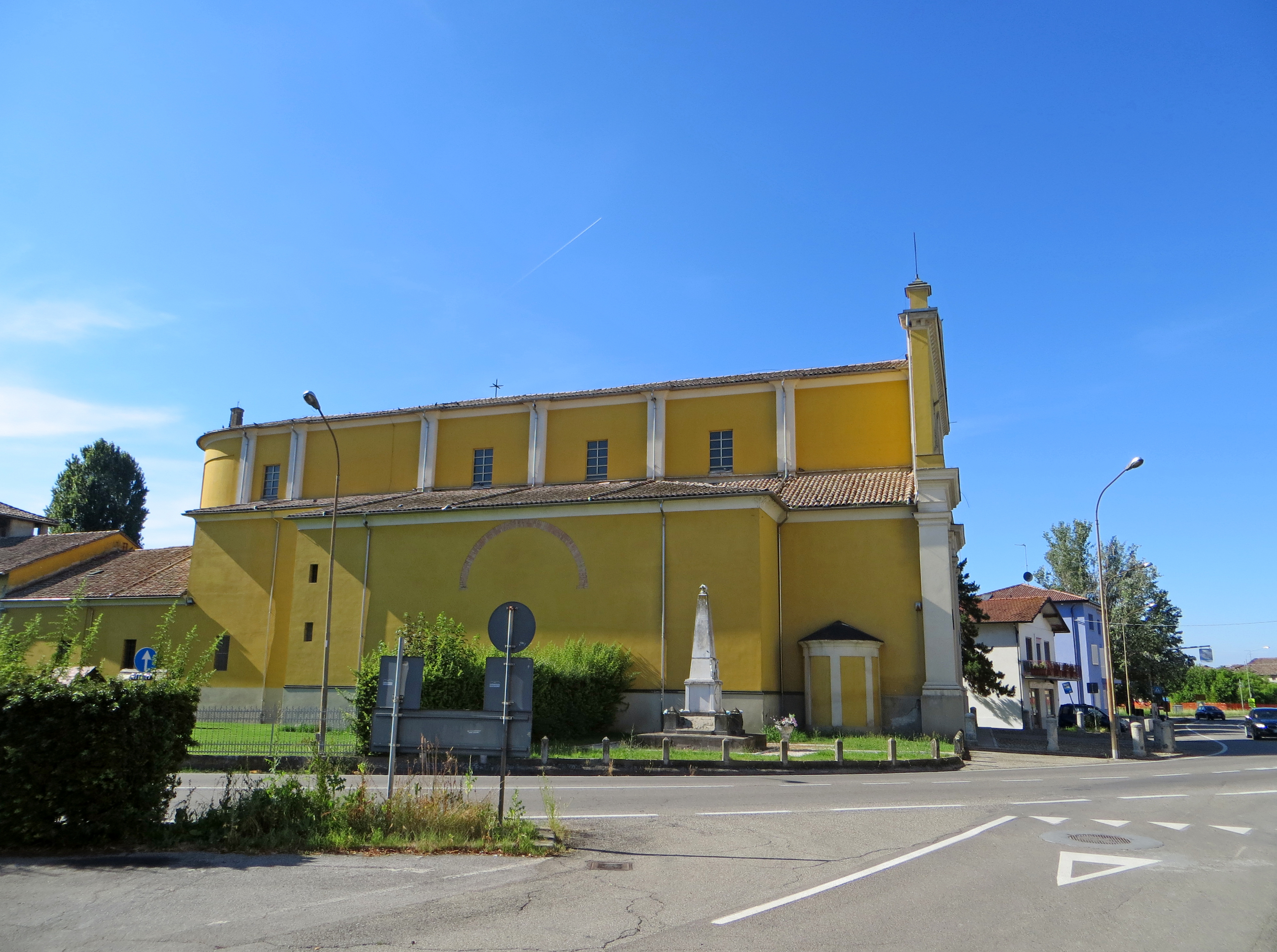
Lato sud

Dai fianchi aggettano inferiormente i volumi delle cappelle; superiormente si apre una serie di finestroni rettangolari, scanditi da lesene. Al termine del lato destro si erge su tre ordini, illuminati da piccoli oculi e separati da fasce marcapiano in rilievo, l'antico campanile rivestito in laterizio, unica testimonianza dell'edificio medievale; la cella campanaria si affaccia sulle quattro fronti attraverso coppie di monofore a tutto sesto; a coronamento si erge, oltre il cornicione modanato in aggetto, una copertura a quattro falde in coppi. Sul retro si allunga l'alto presbiterio absidato.
All'interno la navata centrale, coperta da una volta a botte lunettata, è separata dalle laterali da una serie di arcate a tutto sesto, rette da massicci pilastri ornati con lesene doriche; in sommità corre perimetralmente un cornicione modanato in rilievo; sulle navatelle si affacciano, attraverso ampie arcate, le cappelle laterali.
Il presbiterio, lievemente sopraelevato, è chiuso superiormente da una volta a vela decorata con affreschi, cui è appeso un baldacchino risalente all'incirca al 1860; al centro è collocato l'altare maggiore a mensa in marmo, aggiunto nel 1970; sul retro è posto l'antico altare maggiore, eseguito da Matteo Rusca verso il 1839 unitamente alla monumentale ancona soprastante, al cui interno si staglia in una nicchia la statua lignea settecentesca di San Biagio; ai lati si trovano due sculture raffiguranti la Fede e la Speranza, eseguite nella seconda metà del XIX secolo probabilmente da Bernardo Collini; sul fondo l'abside, coperta dal catino a semicupola dipinto, accoglie il coro in stucco, realizzato dal Rusca.
La chiesa conserva altre opere di pregio, tra cui un busto in terracotta ritraente l'Ecce Homo, realizzato da Giuseppe Sbravati agli inizi del XIX secolo e dipinto da Giuseppe Carra nel 1833, una statua in cartapesta rappresentante San Giuseppe col Bambino, eseguita nel 1883 da Giovanni Collina, una scultura in terracotta riproducente la Madonna col Bambino in trono, risalente all'incirca al 1640, gli oli in gran parte settecenteschi raffiguranti la Madonna col Bambino e san Giovanni, gli Angeli con ostensorio, l'Assunzione, i Santi Giuseppe e Luigi Gonzaga e Gesù bambino, sant'Antonio da Padova, san Domenico e l'angelo custode, una credenza barocca, intagliata nel 1772 da Paolo Nobili, vari oggetti sacri seicenteschi e settecenteschi e alcune pianete del XVIII secolo.
L'edificio ospita infine un organo, realizzato dalla ditta Serassi nel 1862 e restaurato da Luciano Spinabianco nel 1987.